# Lagkommittén
Lagkommittén var en svensk kommitté med uppdrag att åstadkomma en revision av den svenska civil- och kriminallagstiftningen.
Vid riksdagen 1809–1810 avgav lagutskottet (1 april 1810) ett betänkande angående lagarnas urskiljande, förenkling och förbättring, vari utskottet förordade, att en kommitté av sakkunniga män måtte förordnas att arbeta på lagars och författningars redaktion och förenkling, att denna kommittés arbeten måtte bli av trycket utgivna som projekt för att åt allmänheten öppna tillfälle för påminnelser och anmärkningar samt att kommittén borde taga dessa påminnelser i övervägande för att inkomma med fullbordat betänkande och förslag till Kungl. Maj:t och nästa lagtima riksdag. Med anledning av denna lagutskottets framställning beslöt rikets ständer en skrivelse till Kungl. Maj:t med anhållan, att en lagkommitté måtte tillförordnas. Sedan 1810 års riksdag i Örebro anslagit medel till den ifrågasatta kommittén, förordnades av Kungl. Maj:t 9 november 1810 en sådan med justitiestatsministern som ordförande för att föreslå, på vad sätt rikets ständers önskan bäst kunde uppfyllas, vad som egentligen borde utgöra föremål för den blivande lagkommitténs granskning samt av hur många och av vilka ledamöter densamma borde komma att bestå. I överensstämmelse med vad av denna förberedande kommitté blivit föreslaget, fastställde Kungl. Maj:t som allmänna principer, vilka skulle vid arbetet följas, bland annat att lagkommitténs arbeten skulle inskränkas till ny allmän civil- och kriminallag samt att 1734 års lag i anseende till sin yttre form och indelning skulle följas. Antalet av ledamöter, vilka egentligen skulle lägga hand vid arbetet, bestämdes till fem, men därjämte skulle några andra för sakkännedom utmärkta ämbetsmän i Stockholm förordnas att deltaga i den blivande kommittén, såväl då förberedande överläggningar som då arbetets granskning kunde vara i fråga. Till ordförande i lagkommittén utnämndes 
1811 dåvarande justitiestatsministern greve Fredrik Gyllenborg och till granskande ledamöter statsrådet friherre Mathias Rosenblad, två justitieråd, justitiekanslern, justitieombudsmannen, ett hovrättsråd, tre ledamöter i kollegier och två andra ämbetsmän. Till arbetande ledamöter utsågs fem personer, bland dem assessorn Olof Zenius och advokatfiskalen Pehr Staaff. Den förberedande kommittén hade ansett, att lagkommitténs förslag till ändringar och förbättringar i lagen skulle kunna vara utarbetat och i tryck färdigt till slutet av juni 1813. Emellertid visade sig denna beräkning, såsom naturligt var, helt och hållet felaktig. 
Åren 1811–1814 var lagkommittén huvudsakligen sysselsatt med granskningen av ett av kommitténs ledamot professor Lars Georg Rabenius framlagt förslag till missgärnings- och straffbalk, byggdt på grundvalen av den gamla missgärningsbalken. Detta förslag blev dock ej gillat av kommitténs flertal. År 1814 avgick tre bland de arbetande ledamöter, som vid lagkommitténs förordnande insatts däri, och som arbetande ledamöter inträdde händshövdingen Johan Gabriel Richert, sedermera den mest inflytelserike av kommitténs ledamöter, samt juris adjunkten i Uppsala Anders Erik Afzelius (Zenius och Staaff kvarstod). Sedan granskningen av giftermålsbalken inom lagkommittén börjats under sistnämnda år, utkom från trycket förslag till Giftermålsbalk 1815 och till Handelsbalk samma år, till Ärfdabalk och Jordabalk 1818 samt till Byggningabalk 1819. Under tiden inträffade den förändring i lagkommitténs sammansättning, att Afzelius som sökande till en juris professur vid universitetet i Åbo 1818 erhöll entledigande från sin befattning i kommittén. Efter det Utsökningsbalken och Rättegångsbalken 1821 undergått granskning, utgavs de 1822 på trycket. I anledning av inkomna anmärkningar mot förslagen företog de arbetande ledamöterna en revision av desamma. De förändringar, som därvid blev vidtagna, genomgicks 1825 av de granskande ledamöterna, varefter de sålunda omarbetade förslagen till förutnämnda balkar 1826 trycktes i ett sammanhang med titel: Förslag till allmän civillag. Sedan arbetet med civillagen sålunda fullbordats, övergick lagkommittén till kriminallagen. Åren 1830 och 1831 sammanträdde kommitténs arbetande ledamöter med ledamöter av en för utarbetande av en kriminallag för Norge tillsatt kommitté för att, såvitt möjligt, åvägabringa överensstämmelse mellan båda rikenas kriminallagar. Det av lagkommitténs arbetande ledamöter uppgjorda förslaget blev, utan att vara av de granskande ledamöterna genomgånget, offentliggjort 1832 under titeln Förslag till allmän criminallag. Förslaget innehöll dels en straffbalk, svarande mot missgärnings- och straffbalkarua i 1734 års lag, dels också en rättegångsbalk, innehållande rättegångsordningen i brottmål. De mot förslaget till kriminallag gjorda anmärkningarna upptogs av lagkommittén till besvarande i det av kommittén 1834 avgivna Utlåtande i anledning af anmärkningar vid förslaget till allmän criminallag, hvari jämväl införts förslag till de ändringar i den förut tryckta texten, hvilka lagkommittén ansett sig böra tillstyrka. 
Vid 1834 års riksdag överlämnades lagkommitténs förslag till civillag till rikets ständer. Ständerna inskränkte sig vid denna riksdag till att upprepa sin redan år 1829 beträffande civillagsförslaget framställda begäran, att en sammandragen och lätt överskådlig framställning av båda förslagens plan och allmänna grundsatser liksom en jämförelse med gällande lag måtte ofördröjligen författas och före nästa lagtima riksdag utgivas från trycket för att kunna tjäna till ledning vid ständernas granskningsarbete. Med anledning därav förordnades den så kallade tablåkommittén, vilken dock till följande riksdag hann publicera allenast tablån över det emellertid (1838) i ny upplaga utgivna civillagsförslaget. (Tablån över kriminallagsförslaget, som ävenledes tryckts i ny upplaga 1839, utkom 1841.) Vid riksdagen 1840–1841 tillkännagav Kungl. Maj:t, att hinder mött för den slutliga granskningen av lagförslagen, men att Kungl. Maj:t hoppades bli i tillfälle att vid nästkommande riksdag avlåta proposition i ämnet. I skrivelse 3 mars 1841 hemställde emellertid ständerna - vilka för sin del ansåg ämnets vikt fordra, att, innan lagförslagen till huvudsaklig pröfning förekomme hos ständerna, en ytterligare granskning därav företoges, att en kommitté eller lagberedning med tio medlemmar måtte tillsättas för att ytterligare granska och genomgå lagförslagen och densammas arbeten så ställas, att tryckningen av de sålunda beredda förslagen till civil- och kriminallag kunde vara fulländad före den riksdag, som infölle näst efter tre år. Trots att lagkommitténs förslag till civil- och kriminallag alltså inte omedelbart blivit antaget såsom lag, har det dock utövat ett genomgripande inflytande på det efterföljande lagstiftningsarbetet, och i stor utsträckning legat till grund för de lagar, som blivit stiftade efter dess avgivande.